# 金斯代爾 (明尼蘇達州)
金斯代爾（英語：Kingsdale）是位於美國明尼蘇達州派恩縣新多西鎮區的一個非建制地區。

## 歷史
鐵路公司曾於金斯代爾設置車廠。金斯代爾的郵局於1913年設立，其後於1961年停運。

## 地理
金斯代爾所處的海拔為高於海平面354米（即1161英呎），而該地所採用的時區為UTC-6，即北美中部時區（CST）。同時該地設有夏令時間，為UTC-6調快一小時，即UTC-5（CDT）。